# Coupe des Amériques féminine de basket-ball 2025
Navigation
Mexique 2023 2027
La Coupe des Amériques féminine de basket-ball 2025 est la 18e édition de la Coupe des Amériques féminine de basket-ball, un tournoi féminin de basket-ball organisé par la FIBA Amériques. Le tournoi se déroule du 28 juin au 6 juillet 2025 au Chili.
Les quatre demi-finalistes à savoir, l'Argentine, le Brésil, le Canada et les États-Unis, ainsi que les deux vainqueurs des demi-finales pour la 5e place à savoir, la Colombie et le Porto Rico se qualifient pour les tournois de qualification de la Coupe du monde 2026.
Les États-Unis se qualifient également pour la Coupe du monde 2026 après sa victoire 92 - 84 en finale face au Brésil.

## Organisation

### Désignation du pays organisateur
Le 22 mai 2024, le Chili est désigné pays organisateur deux semaines après avoir été désigné pays organisateur du Championnat d'Amérique du Sud.

### Ville hôte
| [[Fichier:Chile adm location map.svg\|240px\|{{#if:\|{{{alt}}}\|Coupe des Amériques féminine de basket-ball 2025 est dans la page Chili.]]Santiago | Santiago                                 |
| --- | ---------------------------------------- |
| [[Fichier:Chile adm location map.svg\|240px\|{{#if:\|{{{alt}}}\|Coupe des Amériques féminine de basket-ball 2025 est dans la page Chili.]]Santiago | Centre des sports collectifs de Santiago |
| [[Fichier:Chile adm location map.svg\|240px\|{{#if:\|{{{alt}}}\|Coupe des Amériques féminine de basket-ball 2025 est dans la page Chili.]]Santiago | Capacité: 2 400                          |
| [[Fichier:Chile adm location map.svg\|240px\|{{#if:\|{{{alt}}}\|Coupe des Amériques féminine de basket-ball 2025 est dans la page Chili.]]Santiago |                                          |

## Qualifications

Carte des qualifications à la Coupe des Amériques féminine de basket-ball 2025 :
Nation qualifiée pour l’AmeriCup dames 2025
Nation ayant échoué à se qualifier
Nation non présente aux qualifications

17 équipes ont pris part aux deux tournois de qualification : le Championnat d'Amérique du Sud 2024 pour les équipes d'Amérique du Sud et le Championnat d'Amérique centrale 2024 pour les équipes d'Amérique centrale et des Caraïbes.
Parmi les dix nations équipes qualifiées, huit étaient présentes lors de l'édition précédente. Le Chili, pays organisateur, se qualifie pour la 1re fois depuis 2015. Le Salvador se qualifie quant à lui pour la 2e fois après avoir manqué l'édition 2023.
Les deux équipes absentes sont le Cuba et le Venezuela qui manquent leur participation après avoir participé à l'édition précédente.

### Nations qualifiées
| Nation                 | Qualification                                                         | Qualification    | Apparitions | Apparitions | Apparitions | Apparitions | Meilleure performance               | Classement FIBA |
| Nation                 | En tant que                                                           | Date             | Nombre      | 1re         | Dern.       | Conséc.     | Meilleure performance               | Classement FIBA |
| ---------------------- | --------------------------------------------------------------------- | ---------------- | ----------- | ----------- | ----------- | ----------- | ----------------------------------- | --------------- |
| Chili                  | Pays organisateur                                                     | 22 mai 2024      | 10e         | 1993        | 2015        | 1           | 5e place (1995, 2001)               | 70e             |
| Canada                 | Entrée automatique                                                    | 22 mai 2024      | 18e         | 1989        | 2023        | 18          | Championne (1995, 2015, 2021)       | 7e              |
| États-Unis             | Entrée automatique                                                    | 22 mai 2024      | 8e          | 1989        | 2023        | 4           | Championne (1993, 2007, 2019, 2021) | 1er             |
| Brésil                 | Les trois meilleures équipes du Championnat d'Amérique du Sud 2024    | 6 septembre 2024 | 17e         | 1989        | 2023        | 15          | Championne (Six fois)               | 10e             |
| Argentine              | Les trois meilleures équipes du Championnat d'Amérique du Sud 2024    | 6 septembre 2024 | 18e         | 1989        | 2023        | 18          | Vice-championne (2009, 2011, 2017)  | 31e             |
| Colombie               | Les trois meilleures équipes du Championnat d'Amérique du Sud 2024    | 7 septembre 2024 | 7e          | 1997        | 2023        | 5           | 5e place (2019, 2021, 2023)         | 30e             |
| Porto Rico             | Les quatre meilleures équipes du Championnat d'Amérique centrale 2024 | 6 novembre 2024  | 14e         | 1993        | 2023        | 9           | Vice-championne (2021)              | 12e             |
| République dominicaine | Les quatre meilleures équipes du Championnat d'Amérique centrale 2024 | 6 novembre 2024  | 12e         | 1989        | 2023        | 4           | 6e place (1989, 1999, 2005)         | 34e             |
| Mexique                | Les quatre meilleures équipes du Championnat d'Amérique centrale 2024 | 6 novembre 2024  | 12e         | 1989        | 2023        | 2           | 4e place (1999)                     | 38e             |
| Salvador               | Les quatre meilleures équipes du Championnat d'Amérique centrale 2024 | 7 novembre 2024  | 2e          | 2021        | 2021        | 1           | 9e place (2021)                     | 56e             |

## Tirage au sort
Le tirage au sort se déroule le 26 mars 2025 à 17h00 HE à Miami aux États-Unis, où les équipes seront réparties en deux groupes de cinq équipes.

### Têtes de série
Le 7 mars 2025, les têtes de série sont révélées, classées selon le classement mondial féminin de la FIBA du 9 février 2025.
| Équipe   | Rang |
| -------- | ---- |
| Salvador | 56   |
| Chili H  | 70   |

| Équipe     | Rang |
| ---------- | ---- |
| États-Unis | 1    |
| Canada     | 7    |

| Équipe     | Rang |
| ---------- | ---- |
| Brésil     | 10   |
| Porto Rico | 12   |

| Équipe    | Rang |
| --------- | ---- |
| Colombie  | 30   |
| Argentine | 31   |

| Équipe                 | Rang |
| ---------------------- | ---- |
| République dominicaine | 34   |
| Mexique                | 38   |

## Premier tour
Légende :
- Qualifié pour les quarts de finale

### Groupe A
| Rang | Équipe                 | Pts | J | G | P | Pp  | Pc  | Diff |
| ---- | ---------------------- | --- | - | - | - | --- | --- | ---- |
| 1    | Brésil T               | 8   | 4 | 4 | 0 | 324 | 210 | 114  |
| 2    | Canada                 | 7   | 4 | 3 | 1 | 318 | 202 | 116  |
| 3    | Argentine              | 6   | 4 | 2 | 2 | 241 | 250 | -9   |
| 4    | République dominicaine | 5   | 4 | 1 | 3 | 204 | 281 | -77  |
| 5    | Salvador               | 4   | 4 | 0 | 4 | 199 | 343 | -144 |

| 28 juin 2025 11 h 40 | Rapport | Salvador                                           | 34–100                              | Canada                                  |  | Affluence : 150 Arbitres : Krishna Domínguez Roberto Fernández Claudio Osorio |
| 28 juin 2025 11 h 40 | Rapport | Score par quart-temps : 9-26, 16-32, 5-18, 4-24    |                                     |                                         |  | Affluence : 150 Arbitres : Krishna Domínguez Roberto Fernández Claudio Osorio |
| 28 juin 2025 11 h 40 | Rapport | Score par mi-temps : 25-58, 9-42                   |                                     |                                         |  | Affluence : 150 Arbitres : Krishna Domínguez Roberto Fernández Claudio Osorio |
| 28 juin 2025 11 h 40 | Rapport | Villalobos, 8 Villalobos, 6 Tévez, 1 Villalobos, 8 | Points Rebonds Passes d. Évaluation | Wallack, 11 Ejim, 12 Colley, 8 Ejim, 23 |  | Affluence : 150 Arbitres : Krishna Domínguez Roberto Fernández Claudio Osorio |

| 28 juin 2025 14 h 10 | Rapport | Argentine                                       | 50–71                               | Brésil                                        |  | Affluence : 530 Arbitres : Andrés Bartel Julirys Guzmán Lauren Niemiera |
| 28 juin 2025 14 h 10 | Rapport | Score par quart-temps : 4-22, 21-18, 16-8, 9-23 |                                     |                                               |  | Affluence : 530 Arbitres : Andrés Bartel Julirys Guzmán Lauren Niemiera |
| 28 juin 2025 14 h 10 | Rapport | Score par mi-temps : 25-40, 25-31               |                                     |                                               |  | Affluence : 530 Arbitres : Andrés Bartel Julirys Guzmán Lauren Niemiera |
| 28 juin 2025 14 h 10 | Rapport | Siciliano, 12 Gretter, 7 Gretter, 4 Gretter, 17 | Points Rebonds Passes d. Évaluation | Dantas, 24 Cardoso, 11 Cardoso, 4 Cardoso, 19 |  | Affluence : 530 Arbitres : Andrés Bartel Julirys Guzmán Lauren Niemiera |

| 29 juin 2025 11 h 40 | Rapport | République dominicaine                             | 61–59                               | Salvador                                             |  | Arbitres : Lauren Niemiera Carmelo de la Rosa Yezid Carreño |
| 29 juin 2025 11 h 40 | Rapport | Score par quart-temps : 8-12, 17-17, 17-18, 19-12  |                                     |                                                      |  | Arbitres : Lauren Niemiera Carmelo de la Rosa Yezid Carreño |
| 29 juin 2025 11 h 40 | Rapport | Score par mi-temps : 25-29, 36-30                  |                                     |                                                      |  | Arbitres : Lauren Niemiera Carmelo de la Rosa Yezid Carreño |
| 29 juin 2025 11 h 40 | Rapport | Capellan, 24 Capellan, 10 Capellan, 3 Capellan, 23 | Points Rebonds Passes d. Évaluation | Martínez, 22 Villalobos, 13 Martínez, 5 Martínez, 22 |  | Arbitres : Lauren Niemiera Carmelo de la Rosa Yezid Carreño |

| 29 juin 2025 14 h 10 | Rapport | Canada                                            | 71–48                               | Argentine                                           |  | Arbitres : Julirys Guzmán Krishna Domínguez Claudio Osorio |
| 29 juin 2025 14 h 10 | Rapport | Score par quart-temps : 20-12, 15-8, 23-14, 13-14 |                                     |                                                     |  | Arbitres : Julirys Guzmán Krishna Domínguez Claudio Osorio |
| 29 juin 2025 14 h 10 | Rapport | Score par mi-temps : 35-20, 36-28                 |                                     |                                                     |  | Arbitres : Julirys Guzmán Krishna Domínguez Claudio Osorio |
| 29 juin 2025 14 h 10 | Rapport | Day-Wilson, 18 Ejim, 12 Day-Wilson, 4 Ejim, 21    | Points Rebonds Passes d. Évaluation | Boquete, 12 Gentinetta, 6 Gretter, 6 Gentinetta, 13 |  | Arbitres : Julirys Guzmán Krishna Domínguez Claudio Osorio |

| 30 juin 2025 11 h 40 | Rapport | Argentine                                         | 67–51                               | République dominicaine                      |  | Affluence : 220 Arbitres : Andrés Bartel Krishna Domínguez Yezid Carreño |
| 30 juin 2025 11 h 40 | Rapport | Score par quart-temps : 20-9, 18-11, 18-18, 11-13 |                                     |                                             |  | Affluence : 220 Arbitres : Andrés Bartel Krishna Domínguez Yezid Carreño |
| 30 juin 2025 11 h 40 | Rapport | Score par mi-temps : 38-20, 29-31                 |                                     |                                             |  | Affluence : 220 Arbitres : Andrés Bartel Krishna Domínguez Yezid Carreño |
| 30 juin 2025 11 h 40 | Rapport | Chagas, 23 Cabrera, 15 Gretter, 4 Cabrera, 18     | Points Rebonds Passes d. Évaluation | Capellan, 17 Reynoso, 6 Quéliz, 2 Quéliz, 7 |  | Affluence : 220 Arbitres : Andrés Bartel Krishna Domínguez Yezid Carreño |

| 30 juin 2025 14 h 10 | Rapport | Brésil                                            | 74–65                               | Canada                                                   |  | Arbitres : Carmelo de la Rosa Lauren Niemiera Julirys Guzmán |
| 30 juin 2025 14 h 10 | Rapport | Score par quart-temps : 20-17, 14-21, 25-22, 15-5 |                                     |                                                          |  | Arbitres : Carmelo de la Rosa Lauren Niemiera Julirys Guzmán |
| 30 juin 2025 14 h 10 | Rapport | Score par mi-temps : 34-38, 40-27                 |                                     |                                                          |  | Arbitres : Carmelo de la Rosa Lauren Niemiera Julirys Guzmán |
| 30 juin 2025 14 h 10 | Rapport | Dantas, 20 Dantas, 14 De Oliveira, 4 Cardoso, 30  | Points Rebonds Passes d. Évaluation | Day-Wilson, 14 Alexander, 12 Day-Wilson, 5 Alexander, 16 |  | Arbitres : Carmelo de la Rosa Lauren Niemiera Julirys Guzmán |

| 1er juillet 2025 11 h 40 | Rapport | République dominicaine                           | 46–73                               | Brésil                                          |  | Arbitres : Aline García Claudio Osorio Julirys Guzmán |
| 1er juillet 2025 11 h 40 | Rapport | Score par quart-temps : 5-31, 13-15, 18-20, 10-7 |                                     |                                                 |  | Arbitres : Aline García Claudio Osorio Julirys Guzmán |
| 1er juillet 2025 11 h 40 | Rapport | Score par mi-temps : 18-46, 28-27                |                                     |                                                 |  | Arbitres : Aline García Claudio Osorio Julirys Guzmán |
| 1er juillet 2025 11 h 40 | Rapport | Morton, 14 De Los Santos, 8 Morton, 2 Abreu, 6   | Points Rebonds Passes d. Évaluation | Nascimento, 14 Silva, 8 Nascimento, 7 Moura, 18 |  | Arbitres : Aline García Claudio Osorio Julirys Guzmán |

| 1er juillet 2025 14 h 10 | Rapport | Salvador                                                 | 57–76                               | Argentine                                      |  | Arbitres : Carmelo de la Rosa Yezid Carreño Roberto Fernández |
| 1er juillet 2025 14 h 10 | Rapport | Score par quart-temps : 14-16, 14-22, 18-15, 11-23       |                                     |                                                |  | Arbitres : Carmelo de la Rosa Yezid Carreño Roberto Fernández |
| 1er juillet 2025 14 h 10 | Rapport | Score par mi-temps : 28-38, 29-38                        |                                     |                                                |  | Arbitres : Carmelo de la Rosa Yezid Carreño Roberto Fernández |
| 1er juillet 2025 14 h 10 | Rapport | Martínez, 18 Villalobos, 13 Villalobos, 5 Villalobos, 21 | Points Rebonds Passes d. Évaluation | Cabrera, 14 Cabrera, 15 Gretter, 8 Cabrera, 25 |  | Arbitres : Carmelo de la Rosa Yezid Carreño Roberto Fernández |

| 2 juillet 2025 11 h 40 | Rapport | Brésil                                             | 106–49                              | Salvador                                             |  | Affluence : 150 Arbitres : Julirys Guzmán Yezid Carreño Krishna Domínguez |
| 2 juillet 2025 11 h 40 | Rapport | Score par quart-temps : 24-10, 24-15, 31-14, 27-10 |                                     |                                                      |  | Affluence : 150 Arbitres : Julirys Guzmán Yezid Carreño Krishna Domínguez |
| 2 juillet 2025 11 h 40 | Rapport | Score par mi-temps : 48-25, 58-24                  |                                     |                                                      |  | Affluence : 150 Arbitres : Julirys Guzmán Yezid Carreño Krishna Domínguez |
| 2 juillet 2025 11 h 40 | Rapport | Dantas, 21 Silva, 11 Marcelino, 6 Cardoso, 24      | Points Rebonds Passes d. Évaluation | Harvey-Carr, 15 Tévez, 9 Martínez, 4 Harvey-Carr, 13 |  | Affluence : 150 Arbitres : Julirys Guzmán Yezid Carreño Krishna Domínguez |

| 2 juillet 2025 17 h 40 | Rapport | Canada                                            | 82–46                               | République dominicaine                         |  | Arbitres : Lauren Niemiera Aline García Claudio Osorio |
| 2 juillet 2025 17 h 40 | Rapport | Score par quart-temps : 23-9, 24-10, 12-14, 23-13 |                                     |                                                |  | Arbitres : Lauren Niemiera Aline García Claudio Osorio |
| 2 juillet 2025 17 h 40 | Rapport | Score par mi-temps : 47-19, 35-27                 |                                     |                                                |  | Arbitres : Lauren Niemiera Aline García Claudio Osorio |
| 2 juillet 2025 17 h 40 | Rapport | Gibb, 21 Alexander, 11 Day-Wilson, 8 Gibb, 20     | Points Rebonds Passes d. Évaluation | Capellan, 17 Reynoso, 6 Reynoso, 2 Reynoso, 10 |  | Arbitres : Lauren Niemiera Aline García Claudio Osorio |

### Groupe B
| Rang | Équipe     | Pts | J | G | P | Pp  | Pc  | Diff |
| ---- | ---------- | --- | - | - | - | --- | --- | ---- |
| 1    | États-Unis | 8   | 4 | 4 | 0 | 372 | 200 | 172  |
| 2    | Porto Rico | 7   | 4 | 3 | 1 | 282 | 243 | 39   |
| 3    | Colombie   | 6   | 4 | 2 | 2 | 238 | 241 | -3   |
| 4    | Mexique    | 5   | 4 | 1 | 3 | 244 | 311 | -67  |
| 5    | Chili H    | 4   | 4 | 0 | 4 | 177 | 318 | -141 |

| 28 juin 2025 17 h 40 | Rapport | Colombie                                          | 65–68                               | Porto Rico                                       |  | Arbitres : Daniel García Xiang Fei Diego Chiconato |
| 28 juin 2025 17 h 40 | Rapport | Score par quart-temps : 20-20, 22-16, 8-15, 15-17 |                                     |                                                  |  | Arbitres : Daniel García Xiang Fei Diego Chiconato |
| 28 juin 2025 17 h 40 | Rapport | Score par mi-temps : 42-36, 23-32                 |                                     |                                                  |  | Arbitres : Daniel García Xiang Fei Diego Chiconato |
| 28 juin 2025 17 h 40 | Rapport | Muñoz, 23 Paz, 11 González, 3 Muñoz, 21           | Points Rebonds Passes d. Évaluation | Guirantes, 15 Hollingshed, 7 Vélez, 3 Rosado, 15 |  | Arbitres : Daniel García Xiang Fei Diego Chiconato |

| 28 juin 2025 20 h 10 | Rapport | Chili                                            | 47–108                              | États-Unis                            |  | Arbitres : Juan Fernández Aline García Larissa Sales |
| 28 juin 2025 20 h 10 | Rapport | Score par quart-temps : 14-19, 9-27, 22-33, 2-29 |                                     |                                       |  | Arbitres : Juan Fernández Aline García Larissa Sales |
| 28 juin 2025 20 h 10 | Rapport | Score par mi-temps : 23-46, 24-62                |                                     |                                       |  | Arbitres : Juan Fernández Aline García Larissa Sales |
| 28 juin 2025 20 h 10 | Rapport | Ojeda, 11 Ojeda, 4 Campos, 4 Ojeda, 11           | Points Rebonds Passes d. Évaluation | Beers, 22 Beers, 7 Miles, 7 Beers, 31 |  | Arbitres : Juan Fernández Aline García Larissa Sales |

| 29 juin 2025 17 h 40 | Rapport | Mexique                                              | 76–59                               | Chili                                           |  | Affluence : 1500 Arbitres : Diego Chiconato Franco Anselmo Samuel Hidalgo |
| 29 juin 2025 17 h 40 | Rapport | Score par quart-temps : 12-15, 27-17, 15-13, 22-14   |                                     |                                                 |  | Affluence : 1500 Arbitres : Diego Chiconato Franco Anselmo Samuel Hidalgo |
| 29 juin 2025 17 h 40 | Rapport | Score par mi-temps : 39-32, 3727                     |                                     |                                                 |  | Affluence : 1500 Arbitres : Diego Chiconato Franco Anselmo Samuel Hidalgo |
| 29 juin 2025 17 h 40 | Rapport | Valenzuela, 24 Jeffreis, 7 Ramírez, 4 Valenzuela, 25 | Points Rebonds Passes d. Évaluation | Ljubetic, 24 Cousiño, 8 Cousiño, 4 Ljubetic, 20 |  | Affluence : 1500 Arbitres : Diego Chiconato Franco Anselmo Samuel Hidalgo |

| 29 juin 2025 20 h 10 | Rapport | États-Unis                                        | 80–43                               | Colombie                            |  | Arbitres : Xiang Fei Larissa Sales Aline García |
| 29 juin 2025 20 h 10 | Rapport | Score par quart-temps : 25-10, 23-9, 15-13, 17-11 |                                     |                                     |  | Arbitres : Xiang Fei Larissa Sales Aline García |
| 29 juin 2025 20 h 10 | Rapport | Score par mi-temps : 48-19, 32-24                 |                                     |                                     |  | Arbitres : Xiang Fei Larissa Sales Aline García |
| 29 juin 2025 20 h 10 | Rapport | Blakes, 15 Beers, 10 Miles, 8 Miles, 20           | Points Rebonds Passes d. Évaluation | López, 10 Vente, 6 Rios, 2 López, 7 |  | Arbitres : Xiang Fei Larissa Sales Aline García |

| 30 juin 2025 17 h 40 | Rapport | Colombie                                          | 71–60                               | Mexique                                           |  | Arbitres : Juan Fernández Xiang Fei Franco Anselmo |
| 30 juin 2025 17 h 40 | Rapport | Score par quart-temps : 22-6, 20-15, 13-16, 16-23 |                                     |                                                   |  | Arbitres : Juan Fernández Xiang Fei Franco Anselmo |
| 30 juin 2025 17 h 40 | Rapport | Score par mi-temps : 42-21, 29-39                 |                                     |                                                   |  | Arbitres : Juan Fernández Xiang Fei Franco Anselmo |
| 30 juin 2025 17 h 40 | Rapport | Rios, 12 Paz, 8 Muñoz, 5 Moscarella, 14           | Points Rebonds Passes d. Évaluation | Jeffreis, 15 Jeffreis, 11 Ramírez, 3 Jeffreis, 19 |  | Arbitres : Juan Fernández Xiang Fei Franco Anselmo |

| 30 juin 2025 20 h 10 | Rapport | Porto Rico                                          | 62–80                               | États-Unis                                |  | Arbitres : Daniel García Diego Chiconato Roberto Fernández |
| 30 juin 2025 20 h 10 | Rapport | Score par quart-temps : 15-20, 19-15, 8-25, 20-20   |                                     |                                           |  | Arbitres : Daniel García Diego Chiconato Roberto Fernández |
| 30 juin 2025 20 h 10 | Rapport | Score par mi-temps : 34-35, 28-45                   |                                     |                                           |  | Arbitres : Daniel García Diego Chiconato Roberto Fernández |
| 30 juin 2025 20 h 10 | Rapport | Guirantes, 12 Jones, 6 Guirantes, 4 San Antonio, 16 | Points Rebonds Passes d. Évaluation | Kneepkens, 14 Miles, 7 Miles, 8 Miles, 21 |  | Arbitres : Daniel García Diego Chiconato Roberto Fernández |

| 1er juillet 2025 17 h 40 | Rapport | Mexique                                            | 60–77                               | Porto Rico                                          |  | Affluence : 500 Arbitres : Andrés Bartel Samuel Hidalgo Xiang Fei |
| 1er juillet 2025 17 h 40 | Rapport | Score par quart-temps : 14-32, 16-16, 12-10, 18-19 |                                     |                                                     |  | Affluence : 500 Arbitres : Andrés Bartel Samuel Hidalgo Xiang Fei |
| 1er juillet 2025 17 h 40 | Rapport | Score par mi-temps : 30-48, 30-29                  |                                     |                                                     |  | Affluence : 500 Arbitres : Andrés Bartel Samuel Hidalgo Xiang Fei |
| 1er juillet 2025 17 h 40 | Rapport | Jaquez, 15 Ramos, 8 Ramos, 4 Ramos, 15             | Points Rebonds Passes d. Évaluation | Guirantes, 31 Guirantes, 12 Rosado, 7 Guirantes, 30 |  | Affluence : 500 Arbitres : Andrés Bartel Samuel Hidalgo Xiang Fei |

| 1er juillet 2025 20 h 10 | Rapport | Chili                                           | 33–59                               | Colombie                             |  | Affluence : 2500 Arbitres : Daniel García Franco Anselmo Larissa Sales |
| 1er juillet 2025 20 h 10 | Rapport | Score par quart-temps : 12-16, 7-15, 7-12, 7-16 |                                     |                                      |  | Affluence : 2500 Arbitres : Daniel García Franco Anselmo Larissa Sales |
| 1er juillet 2025 20 h 10 | Rapport | Score par mi-temps : 19-31, 14-28               |                                     |                                      |  | Affluence : 2500 Arbitres : Daniel García Franco Anselmo Larissa Sales |
| 1er juillet 2025 20 h 10 | Rapport | Pérez, 9 Cárdenas, 7 Pérez, 2 Ojeda, 8          | Points Rebonds Passes d. Évaluation | Muñoz, 12 Paz, 10 López, 3 López, 14 |  | Affluence : 2500 Arbitres : Daniel García Franco Anselmo Larissa Sales |

| 2 juillet 2025 14 h 10 | Rapport | États-Unis                                        | 104–48                              | Mexique                                           |  | Affluence : 300 Arbitres : Xiang Fei Larissa Sales Franco Anselmo |
| 2 juillet 2025 14 h 10 | Rapport | Score par quart-temps : 21-10, 22-14, 36-16, 25-8 |                                     |                                                   |  | Affluence : 300 Arbitres : Xiang Fei Larissa Sales Franco Anselmo |
| 2 juillet 2025 14 h 10 | Rapport | Score par mi-temps : 43-24, 61-24                 |                                     |                                                   |  | Affluence : 300 Arbitres : Xiang Fei Larissa Sales Franco Anselmo |
| 2 juillet 2025 14 h 10 | Rapport | Kneepkens, 20 Miles, 6 Miles, 10 Kneepkens, 25    | Points Rebonds Passes d. Évaluation | Jeffreis, 14 Jeffreis, 9 Jeffreis, 3 Jeffreis, 19 |  | Affluence : 300 Arbitres : Xiang Fei Larissa Sales Franco Anselmo |

| 2 juillet 2025 20 h 10 | Rapport | Porto Rico                                      | 75–38                               | Chili                                            |  | Arbitres : Juan Fernández Diego Chiconato Roberto Fernández |
| 2 juillet 2025 20 h 10 | Rapport | Score par quart-temps : 25-16, 20-8, 17-6, 13-8 |                                     |                                                  |  | Arbitres : Juan Fernández Diego Chiconato Roberto Fernández |
| 2 juillet 2025 20 h 10 | Rapport | Score par mi-temps : 45-24, 30-14               |                                     |                                                  |  | Arbitres : Juan Fernández Diego Chiconato Roberto Fernández |
| 2 juillet 2025 20 h 10 | Rapport | Pagán, 18 Benítez, 8 Jones, 5 Pagán, 22         | Points Rebonds Passes d. Évaluation | Cousiño, 14 Cárdenas, 13 Cousiño, 3 Cárdenas, 17 |  | Arbitres : Juan Fernández Diego Chiconato Roberto Fernández |

## Phase de classement

### Tableau de classement
|  | Demi-finales pour la 5e place | Demi-finales pour la 5e place | Demi-finales pour la 5e place | Demi-finales pour la 5e place |                        |            | Match pour la 5e place | Match pour la 5e place | Match pour la 5e place | Match pour la 5e place |
|  |                               |                               |                               |                               |                        |            |                        |                        |                        |                        |
|  | 5 juillet 2025                | 5 juillet 2025                | 5 juillet 2025                | 5 juillet 2025                |                        |            | 6 juillet 2025         | 6 juillet 2025         | 6 juillet 2025         | 6 juillet 2025         |
|  | B4                            | Mexique                       | 67                            | 67                            |                        |            | 6 juillet 2025         | 6 juillet 2025         | 6 juillet 2025         | 6 juillet 2025         |
|  | B4                            | Mexique                       | 67                            | 67                            |                        |            | 6 juillet 2025         | 6 juillet 2025         | 6 juillet 2025         | 6 juillet 2025         |
|  | B2                            | Porto Rico                    | 72                            | 72                            |                        |            | 6 juillet 2025         | 6 juillet 2025         | 6 juillet 2025         | 6 juillet 2025         |
|  | B2                            | Porto Rico                    | 72                            | 72                            | B2                     | Porto Rico | 65                     | 65                     |                        |                        |
|  | 5 juillet 2025                |                               |                               |                               | B2                     | Porto Rico | 65                     | 65                     |                        |                        |
|  |                               |                               | B3                            | Colombie                      | 76                     | 76         |                        |                        |                        |                        |
|  | A4                            | République dominicaine        | B3                            | Colombie                      | 76                     | 76         | 53                     | 53                     |                        |                        |
|  | A4                            | République dominicaine        |                               |                               |                        |            |                        | 53                     |                        |                        |
|  | B3                            | Colombie                      | 81                            | 81                            |                        |            |                        |                        |                        |                        |
|  | B3                            | Colombie                      | 81                            | 81                            | Match pour la 7e place |            |                        |                        |                        |                        |
|  |                               |                               |                               |                               |                        |            |                        |                        |                        |                        |
|  | 6 juillet 2025                |                               |                               |                               |                        |            |                        |                        |                        |                        |
|  | B4                            | Mexique                       | 84                            | 84                            |                        |            |                        |                        |                        |                        |
|  | B4                            | Mexique                       | 84                            | 84                            |                        |            |                        |                        |                        |                        |
|  | A4                            | République dominicaine        | 54                            | 54                            |                        |            |                        |                        |                        |                        |
|  | A4                            | République dominicaine        | 54                            | 54                            |                        |            |                        |                        |                        |                        |

### Demi-finales pour la5eplace
| 5 juillet 2025 11 h 40 | Rapport | République dominicaine                             | 53–81                               | Colombie                            |  | Affluence : 100 Arbitres : Julirys Guzmán Lauren Niemiera Larissa Sales |
| 5 juillet 2025 11 h 40 | Rapport | Score par quart-temps : 17-20, 11-25, 12-17, 13-19 |                                     |                                     |  | Affluence : 100 Arbitres : Julirys Guzmán Lauren Niemiera Larissa Sales |
| 5 juillet 2025 11 h 40 | Rapport | Score par mi-temps : 28-45, 25-36                  |                                     |                                     |  | Affluence : 100 Arbitres : Julirys Guzmán Lauren Niemiera Larissa Sales |
| 5 juillet 2025 11 h 40 | Rapport | Capellan, 16 Reynoso, 8 Capellan, 3 Capellan, 15   | Points Rebonds Passes d. Évaluation | Paz, 20 Paz, 13 González, 5 Paz, 24 |  | Affluence : 100 Arbitres : Julirys Guzmán Lauren Niemiera Larissa Sales |

| 5 juillet 2025 14 h 10 | Rapport | Mexique                                            | 67–72                               | Porto Rico                                              |  | Arbitres : Andrés Bartel Diego Chiconato Claudio Osorio |
| 5 juillet 2025 14 h 10 | Rapport | Score par quart-temps : 22-15, 13-17, 21-18, 11-22 |                                     |                                                         |  | Arbitres : Andrés Bartel Diego Chiconato Claudio Osorio |
| 5 juillet 2025 14 h 10 | Rapport | Score par mi-temps : 35-32, 32-40                  |                                     |                                                         |  | Arbitres : Andrés Bartel Diego Chiconato Claudio Osorio |
| 5 juillet 2025 14 h 10 | Rapport | Valenzuela, 22 Lara, 9 Ramírez, 5 Valenzuela, 22   | Points Rebonds Passes d. Évaluation | San Antonio, 17 Pagan, 5 San Antonio, 6 San Antonio, 28 |  | Arbitres : Andrés Bartel Diego Chiconato Claudio Osorio |

### Match pour la7eplace
| 6 juillet 2025 11 h 40 | Rapport | Mexique                                                 | 84–54                               | République dominicaine                       |  | Affluence : 200 Arbitres : Aline García Yezid Carreño Franco Anselmo |
| 6 juillet 2025 11 h 40 | Rapport | Score par quart-temps : 21-12, 29-12, 17-14, 17-16      |                                     |                                              |  | Affluence : 200 Arbitres : Aline García Yezid Carreño Franco Anselmo |
| 6 juillet 2025 11 h 40 | Rapport | Score par mi-temps : 50-24, 34-30                       |                                     |                                              |  | Affluence : 200 Arbitres : Aline García Yezid Carreño Franco Anselmo |
| 6 juillet 2025 11 h 40 | Rapport | Valenzuela, 16 Valenzuela, 17 Ramírez, 6 Valenzuela, 27 | Points Rebonds Passes d. Évaluation | Capellan, 15 Reynoso, 9 Quéliz, 3 Quéliz, 15 |  | Affluence : 200 Arbitres : Aline García Yezid Carreño Franco Anselmo |

### Match pour la5eplace
| 6 juillet 2025 14 h 10 | Rapport | Porto Rico                                         | 65–76                               | Colombie                                   |  | Affluence : 700 Arbitres : Daniel García Diego Chiconato Krishna Domínguez |
| 6 juillet 2025 14 h 10 | Rapport | Score par quart-temps : 16-18, 18-27, 13-15, 18-16 |                                     |                                            |  | Affluence : 700 Arbitres : Daniel García Diego Chiconato Krishna Domínguez |
| 6 juillet 2025 14 h 10 | Rapport | Score par mi-temps : 34-45, 31-31                  |                                     |                                            |  | Affluence : 700 Arbitres : Daniel García Diego Chiconato Krishna Domínguez |
| 6 juillet 2025 14 h 10 | Rapport | Rosado, 17 Rosado, 9 Rosado, 7 Rosado, 22          | Points Rebonds Passes d. Évaluation | Paz, 18 Martínez, 10 Rios, 10 Martínez, 22 |  | Affluence : 700 Arbitres : Daniel García Diego Chiconato Krishna Domínguez |

## Phase à élimination directe

### Tableau final
|  | Quarts de finale | Quarts de finale       | Quarts de finale | Quarts de finale |    |            | Demi-finales   | Demi-finales   | Demi-finales                  | Demi-finales                  |                               |                               | Finale         | Finale         | Finale         | Finale         |
|  |                  |                        |                  |                  |    |            |                |                |                               |                               |                               |                               |                |                |                |                |
|  | 4 juillet 2025   | 4 juillet 2025         | 4 juillet 2025   | 4 juillet 2025   |    |            | 5 juillet 2025 | 5 juillet 2025 | 5 juillet 2025                | 5 juillet 2025                |                               |                               | 6 juillet 2025 | 6 juillet 2025 | 6 juillet 2025 | 6 juillet 2025 |
|  | 4 juillet 2025   | 4 juillet 2025         | 4 juillet 2025   | 4 juillet 2025   |    |            | 5 juillet 2025 | 5 juillet 2025 | 5 juillet 2025                | 5 juillet 2025                |                               |                               | 6 juillet 2025 | 6 juillet 2025 | 6 juillet 2025 | 6 juillet 2025 |
|  | A1               | Brésil                 | 84               | 84               |    |            | 5 juillet 2025 | 5 juillet 2025 | 5 juillet 2025                | 5 juillet 2025                |                               |                               | 6 juillet 2025 | 6 juillet 2025 | 6 juillet 2025 | 6 juillet 2025 |
|  | A1               | Brésil                 | 84               | 84               |    |            | 5 juillet 2025 | 5 juillet 2025 | 5 juillet 2025                | 5 juillet 2025                |                               |                               | 6 juillet 2025 | 6 juillet 2025 | 6 juillet 2025 | 6 juillet 2025 |
|  | B4               | Mexique                | 61               | 61               |    |            | 5 juillet 2025 | 5 juillet 2025 | 5 juillet 2025                | 5 juillet 2025                |                               |                               | 6 juillet 2025 | 6 juillet 2025 | 6 juillet 2025 | 6 juillet 2025 |
|  | B4               | Mexique                | 61               | 61               | A1 | Brésil     | 108            | 108            |                               |                               |                               |                               | 6 juillet 2025 | 6 juillet 2025 | 6 juillet 2025 | 6 juillet 2025 |
|  | 4 juillet 2025   |                        |                  |                  | A1 | Brésil     | 108            | 108            |                               |                               |                               |                               | 6 juillet 2025 | 6 juillet 2025 | 6 juillet 2025 | 6 juillet 2025 |
|  |                  |                        | A3               | Argentine        | 68 | 68         |                |                |                               |                               |                               |                               | 6 juillet 2025 | 6 juillet 2025 | 6 juillet 2025 | 6 juillet 2025 |
|  | B2               | Porto Rico             | A3               | Argentine        | 68 | 68         | 51             | 51             |                               |                               |                               |                               | 6 juillet 2025 | 6 juillet 2025 | 6 juillet 2025 | 6 juillet 2025 |
|  | B2               | Porto Rico             | 5 juillet 2025   |                  |    |            | 51             | 51             |                               |                               |                               |                               | 6 juillet 2025 | 6 juillet 2025 | 6 juillet 2025 | 6 juillet 2025 |
|  | A3               | Argentine              | 53               | 53               |    |            |                |                |                               |                               |                               |                               | 6 juillet 2025 | 6 juillet 2025 | 6 juillet 2025 | 6 juillet 2025 |
|  | A3               | Argentine              | 53               | 53               | A1 | Brésil     | 84             | 84             |                               |                               |                               |                               |                |                |                |                |
|  | 4 juillet 2025   |                        |                  |                  | A1 | Brésil     | 84             | 84             |                               |                               |                               |                               |                |                |                |                |
|  |                  |                        | B1               | États-Unis       | 92 | 92         |                |                |                               |                               |                               |                               |                |                |                |                |
|  | B1               | États-Unis             | B1               | États-Unis       | 92 | 92         | 110            | 110            |                               |                               |                               |                               |                |                |                |                |
|  | B1               | États-Unis             |                  |                  |    |            |                |                |                               |                               |                               |                               |                |                |                |                |
|  | A4               | République dominicaine | 44               | 44               |    |            |                |                |                               |                               |                               |                               |                |                |                |                |
|  | A4               | République dominicaine | 44               | 44               | B1 | États-Unis | 65             | 65             | Match pour la troisième place | Match pour la troisième place | Match pour la troisième place | Match pour la troisième place |                |                |                |                |
|  | 4 juillet 2025   |                        |                  |                  | B1 | États-Unis | 65             | 65             | Match pour la troisième place | Match pour la troisième place | Match pour la troisième place | Match pour la troisième place |                |                |                |                |
|  |                  |                        | A2               | Canada           | 53 | 53         |                |                | 6 juillet 2025                | 6 juillet 2025                | 6 juillet 2025                | 6 juillet 2025                |                |                |                |                |
|  | A2               | Canada                 | A2               | Canada           | 53 | 53         | 73             | 73             | 6 juillet 2025                | 6 juillet 2025                | 6 juillet 2025                | 6 juillet 2025                |                |                |                |                |
|  | A2               | Canada                 |                  |                  |    |            |                | 73             |                               |                               | A3                            | Argentine                     | 75             | 75             |                |                |
|  | B3               | Colombie               | 49               | 49               |    |            |                |                |                               |                               | A3                            | Argentine                     | 75             | 75             |                |                |
|  | B3               | Colombie               | 49               | 49               | A2 | Canada     | 76a. p.        | 76a. p.        |                               |                               |                               |                               |                |                |                |                |
|  |                  |                        |                  |                  |    |            |                |                |                               |                               |                               |                               |                |                |                |                |

### Quarts de finale
| 4 juillet 2025 11 h 40 | Rapport | États-Unis                                         | 110–44                              | République dominicaine                  |  | Arbitres : Krishna Domínguez Roberto Fernández Larissa Sales |
| 4 juillet 2025 11 h 40 | Rapport | Score par quart-temps : 28-11, 27-10, 30-13, 25-10 |                                     |                                         |  | Arbitres : Krishna Domínguez Roberto Fernández Larissa Sales |
| 4 juillet 2025 11 h 40 | Rapport | Score par mi-temps : 55-21, 55-23                  |                                     |                                         |  | Arbitres : Krishna Domínguez Roberto Fernández Larissa Sales |
| 4 juillet 2025 11 h 40 | Rapport | Johnson, 22 Beers, 10 Hidalgo, 9 Johnson, 31       | Points Rebonds Passes d. Évaluation | Hodge, 12 Hodge, 6 Jiménez, 5 Hodge, 12 |  | Arbitres : Krishna Domínguez Roberto Fernández Larissa Sales |

| 4 juillet 2025 14 h 10 | Rapport | Canada                                             | 73–49                               | Colombie                                |  | Arbitres : Juan Fernández Diego Chiconato Claudio Osorio |
| 4 juillet 2025 14 h 10 | Rapport | Score par quart-temps : 13-6, 24-10, 21-12, 15-21  |                                     |                                         |  | Arbitres : Juan Fernández Diego Chiconato Claudio Osorio |
| 4 juillet 2025 14 h 10 | Rapport | Score par mi-temps : 37-16, 36-33                  |                                     |                                         |  | Arbitres : Juan Fernández Diego Chiconato Claudio Osorio |
| 4 juillet 2025 14 h 10 | Rapport | Colley, 12 Alexander, 9 Alexander, 3 Alexander, 21 | Points Rebonds Passes d. Évaluation | Delgado, 14 Paz, 6 Vente, 4 Delgado, 12 |  | Arbitres : Juan Fernández Diego Chiconato Claudio Osorio |

| 4 juillet 2025 17 h 40 | Rapport | Brésil                                            | 84–61                               | Mexique                                 |  | Affluence : 500 Arbitres : Aline García Yezid Carreño Samuel Hidalgo |
| 4 juillet 2025 17 h 40 | Rapport | Score par quart-temps : 16-9, 20-21, 18-15, 30-16 |                                     |                                         |  | Affluence : 500 Arbitres : Aline García Yezid Carreño Samuel Hidalgo |
| 4 juillet 2025 17 h 40 | Rapport | Score par mi-temps : 36-30, 48-31                 |                                     |                                         |  | Affluence : 500 Arbitres : Aline García Yezid Carreño Samuel Hidalgo |
| 4 juillet 2025 17 h 40 | Rapport | Dantas, 24 Cardoso, 16 Dantas, 4 Cardoso, 35      | Points Rebonds Passes d. Évaluation | Jaquez, 15 Jaquez, 8 Lara, 2 Jaquez, 11 |  | Affluence : 500 Arbitres : Aline García Yezid Carreño Samuel Hidalgo |

| 4 juillet 2025 20 h 10 | Rapport | Porto Rico                                                  | 51–53                               | Argentine                                    |  | Affluence : 1000 Arbitres : Andrés Bartel Daniel García Xiang Fei |
| 4 juillet 2025 20 h 10 | Rapport | Score par quart-temps : 14-11, 11-13, 10-13, 16-16          |                                     |                                              |  | Affluence : 1000 Arbitres : Andrés Bartel Daniel García Xiang Fei |
| 4 juillet 2025 20 h 10 | Rapport | Score par mi-temps : 25-24, 26-29                           |                                     |                                              |  | Affluence : 1000 Arbitres : Andrés Bartel Daniel García Xiang Fei |
| 4 juillet 2025 20 h 10 | Rapport | Guirantes, 16 Hollingshed, 8 Hollingshed, 3 Hollingshed, 11 | Points Rebonds Passes d. Évaluation | Gretter, 15 Burani, 9 Gretter, 7 Gretter, 23 |  | Affluence : 1000 Arbitres : Andrés Bartel Daniel García Xiang Fei |

### Demi-finales
| 5 juillet 2025 17 h 40 | Rapport | États-Unis                                        | 65–53                               | Canada                                              |  | Affluence : 500 Arbitres : Krishna Domínguez Aline García Yezid Carreño |
| 5 juillet 2025 17 h 40 | Rapport | Score par quart-temps : 12-14, 19-19, 20-15, 14-5 |                                     |                                                     |  | Affluence : 500 Arbitres : Krishna Domínguez Aline García Yezid Carreño |
| 5 juillet 2025 17 h 40 | Rapport | Score par mi-temps : 31-33, 34-20                 |                                     |                                                     |  | Affluence : 500 Arbitres : Krishna Domínguez Aline García Yezid Carreño |
| 5 juillet 2025 17 h 40 | Rapport | Hidalgo, 19 Stuelke, 5 Hidalgo, 4 Hidalgo, 17     | Points Rebonds Passes d. Évaluation | Alexander, 10 Alexander, 13 Swords, 4 Alexander, 20 |  | Affluence : 500 Arbitres : Krishna Domínguez Aline García Yezid Carreño |

| 5 juillet 2025 20 h 10 | Rapport | Brésil                                             | 108–68                              | Argentine                                          |  | Arbitres : Daniel García Roberto Fernández Samuel Hidalgo |
| 5 juillet 2025 20 h 10 | Rapport | Score par quart-temps : 33-22, 26-14, 28-17, 21-15 |                                     |                                                    |  | Arbitres : Daniel García Roberto Fernández Samuel Hidalgo |
| 5 juillet 2025 20 h 10 | Rapport | Score par mi-temps : 59-36, 49-32                  |                                     |                                                    |  | Arbitres : Daniel García Roberto Fernández Samuel Hidalgo |
| 5 juillet 2025 20 h 10 | Rapport | Nascimento, 22 Silva, 9 Martins, 9 Cardoso, 28     | Points Rebonds Passes d. Évaluation | Gretter, 15 Gentinetta, 6 Siciliano, 3 Gretter, 16 |  | Arbitres : Daniel García Roberto Fernández Samuel Hidalgo |

### Match pour la3eplace
| 6 juillet 2025 17 h 40 | Rapport | Argentine                                                                | 75–76                               | Canada                                    | OT | Arbitres : Carmelo de la Rosa Lauren Niemiera Julirys Guzmán |
| 6 juillet 2025 17 h 40 | Rapport | Score par quart-temps : 16-19, 18-12, 8-16, 17-12 ; prolongation : 16-17 |                                     |                                           | OT | Arbitres : Carmelo de la Rosa Lauren Niemiera Julirys Guzmán |
| 6 juillet 2025 17 h 40 | Rapport | Score par mi-temps : 34-31, 25-28                                        |                                     |                                           | OT | Arbitres : Carmelo de la Rosa Lauren Niemiera Julirys Guzmán |
| 6 juillet 2025 17 h 40 | Rapport | D'urso, 22 Cabrera, 12 Gretter, 5 D'urso, 20                             | Points Rebonds Passes d. Évaluation | Swords, 23 Ejim, 16 Gibb, 4 Alexander, 18 | OT | Arbitres : Carmelo de la Rosa Lauren Niemiera Julirys Guzmán |

### Finale
| 6 juillet 2025 20 h 10 | Rapport | Brésil                                             | 84–92                               | États-Unis                                |  | Arbitres : Andrés Bartel Juan Fernández Xiang Fei |
| 6 juillet 2025 20 h 10 | Rapport | Score par quart-temps : 22-25, 25-20, 19-20, 18-27 |                                     |                                           |  | Arbitres : Andrés Bartel Juan Fernández Xiang Fei |
| 6 juillet 2025 20 h 10 | Rapport | Score par mi-temps : 47-45, 37-47                  |                                     |                                           |  | Arbitres : Andrés Bartel Juan Fernández Xiang Fei |
| 6 juillet 2025 20 h 10 | Rapport | Dantas, 35 Dantas, 8 Dantas, 4 Dantas, 37          | Points Rebonds Passes d. Évaluation | Blakes, 27 Edwards, 7 Miles, 9 Blakes, 22 |  | Arbitres : Andrés Bartel Juan Fernández Xiang Fei |

## Statistiques et récompenses

### Récompenses
| Récompenses de la saison | Récompenses de la saison | Récompenses de la saison |
| Récompense               | Joueuse                  |                          |
| ------------------------ | ------------------------ | ------------------------ |
| Meilleure joueuse        | Mikayla Blakes           |                          |
| Meilleure jeune          | Gabriela Jaquez          |                          |
| Meilleur cinq majeur     | Mikayla Blakes           |                          |
| Meilleur cinq majeur     | Hannah Hidalgo           |                          |
| Meilleur cinq majeur     | Damiris Dantas           |                          |
| Meilleur cinq majeur     | Kamilla Cardoso          |                          |
| Meilleur cinq majeur     | Syla Swords              |                          |
| Second cinq majeur       | Melisa Gretter           |                          |
| Second cinq majeur       | Arella Guirantes         |                          |
| Second cinq majeur       | Bella Nascimento         |                          |
| Second cinq majeur       | Olivia Miles             |                          |
| Second cinq majeur       | Kayla Alexander          |                          |

## Classement final
| Médaille d'or, Amérique                  | États-Unis             | 7 | 7–0 |
| Médaille d'argent, Amérique              | Brésil T               | 7 | 6–1 |
| Médaille de bronze, Amérique             | Canada                 | 7 | 5–2 |
| 4                                        | Argentine              | 7 | 3–4 |
| Éliminés à l'issue des quarts de finale  |                        |   |     |
| 5                                        | Colombie               | 7 | 4–3 |
| 6                                        | Porto Rico             | 7 | 4–3 |
| 7                                        | Mexique                | 7 | 2–5 |
| 8                                        | République dominicaine | 7 | 1–6 |
| Éliminés à l'issue de la phase de poules |                        |   |     |
| 9                                        | Chili H                | 4 | 0–4 |
| 10                                       | Salvador               | 4 | 0–4 |

|  | Nation qualifiée pour la Coupe du monde 2026                                    |
|  | Nations qualifiées pour les tournois de qualification de la Coupe du monde 2026 |

| Champion des Amériques 2025 |
| · États-Unis · 5e titre |
| - 4 Flau'jae Johnson - 5 Olivia Miles - 6 Hannah Hidalgo - 7 Mikayla Blakes - 8 Madison Booker - 9 Gianna Kneepkens - 10 Hannah Stuelke - 11 Kennedy Smith - 12 Joyce Edwards - 13 Raegan Beers - 14 Grace VanSlooten - 15 Audi Crooks - Entraîneur : Kara Lawson - Assistant : DeLisha Milton-Jones et Jennie Baranczyk |